# Vega (bateau)
Pour les articles homonymes, voir Véga (homonymie).
La S/S Vega est un trois-mâts barque suédois utilisé lors d'une expédition de l'explorateur finlandais Adolf Erik Nordenskiöld. Il a été le premier navire à faire le tour de l'Eurasie et à franchir le passage du Nord-Est.

## Histoire
Construite en 1872 à Bremerhaven, elle disposait aussi d'un moteur à vapeur. Destinée à l'origine à la chasse aux phoques (baleinier), elle reprit son activité d'origine après l'expédition.
La Vega aurait sombré dans la baie de Melville à l'ouest du Groenland en 1903.

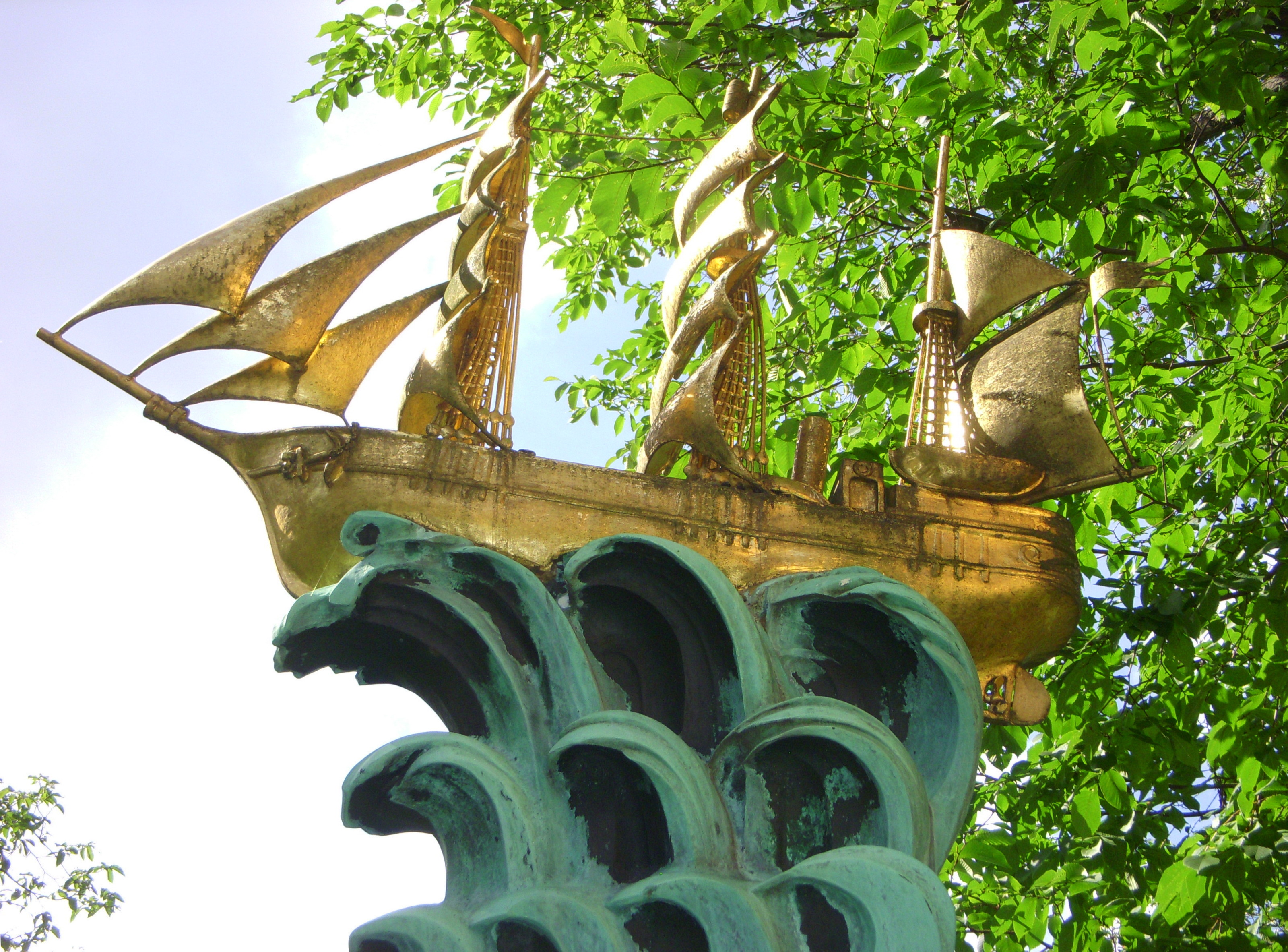
Réplique miniature de la Vega sur un monument de Stockholm.

## Postérité
La Vega est célébrée dans son pays d'origine mais, de manière plus surprenante, également en France à Paris, dans le quartier Daumesnil, où son nom a été donné à une rue (la rue de la Vega) , en hommage à l'exploit que constituait à l'époque le franchissement du passage du Nord-Est et à la personnalité du chef de l'expédition, le baron Nordenskjöld.